# Hội Người cao tuổi Việt Nam
Hội Người cao tuổi Việt Nam (tiếng anh: Vietnam Association of the Elderly, viết tắt là VAE) là tổ chức xã hội, đại diện cho nguyện vọng, quyền và lợi ích hợp pháp của người cao tuổi Việt Nam. Hội Người cao tuổi Việt Nam là thành viên của Mặt trận Tổ quốc Việt Nam.
Hội người cao tuổi Việt Nam được tổ chức theo nguyên tắc tự nguyện, hoạt động theo Hiến pháp, pháp luật nước Cộng hòa Xã hội chủ nghĩa Việt Nam và Điều lệ của Hội.
Trụ sở chính của hội đặt tại số 12 Lê Hồng Phong, Ba Đình, Hà Nội.

## Lịch sử
Hội Người cao tuổi Việt Nam được thành lập vào ngày 10 tháng 5 năm 1995, trong Đại hội lần thứ I Hội Người cao tuổi Việt Nam, được tiến hành từ ngày 9 đến ngày 10 tháng 5 năm 1995 tại Hà Nội.
Ngày 6 tháng 6 hằng năm là Ngày truyền thống Người cao tuổi Việt Nam, đồng thời là Ngày Người cao tuổi Việt Nam.
Tháng 10 hằng năm là Tháng hành động vì Người cao tuổi Việt Nam.

## Nhiệm vụ, quyền hạn, pháp lý

### Nhiệm vụ
Hội Người cao tuổi Việt Nam có nhiệm vụ:
- Tập hợp, đoàn kết, động viên người cao tuổi tham gia sinh hoạt Hội Người cao tuổi, góp phần thực hiện các chương trình kinh tế - văn hóa - xã hội, giáo dục thế hệ trẻ, xây dựng nếp sống văn minh, gia đình văn hóa, giữ gìn an ninh chính trị, trật tự an toàn xã hội, xây dựng và bảo vệ Tổ quốc.
- Làm nòng cốt trong phong trào toàn dân chăm sóc, phụng dưỡng, phát huy vai trò người cao tuổi.
- Bảo vệ quyền và lợi ích hợp pháp của hội viên là người cao tuổi.
- Nghiên cứu nhu cầu, nguyện vọng chính đáng của người cao tuổi để kiến nghị với cơ quan nhà nước có thẩm quyền.
- Đại diện cho người cao tuổi Việt Nam tham gia các tổ chức quốc tế, các hoạt động đối ngoại nhân dân vì lợi ích của Tổ quốc và của người cao tuổi.
- Tham gia xây dựng, bảo vệ trật tự và an toàn xã hội, tham gia tổ chức thực hiện tháng hành động vì người cao tuổi Việt Nam.
- Thực hiện các nhiệm vụ khác theo quy định của pháp luật.[3]

### Quyền hạn
- Tham gia với Đảng, Nhà nước xây dựng cơ chế, chính sách liên quan trực tiếp đến người cao tuổi và thi hành Hiến pháp, Luật Người cao tuổi.
- Tham gia thực hiện một số hoạt động, dịch vụ thuộc lĩnh vực hoạt động của Hội theo quy định của pháp luật.
- Tư vấn, giám sát các chính sách, chương trình, đề tài, dự án do cơ quan nhà nước yêu cầu về các vấn đề thuộc lĩnh vực người cao tuổi và hoạt động của Hội theo quy định của Điều lệ Hội và quy định của pháp luật.[3]

### Pháp lý
Hội chịu sự quản lý nhà nước của Bộ Nội vụ, sự quản lý nhà nước về ngành, lĩnh vực hoạt động chính của Bộ Lao động - Thương binh và Xã hội và các Bộ, ngành có liên quan đến lĩnh vực hoạt động của Hội theo quy định của pháp luật Việt Nam.
Hội có tư cách pháp nhân, con dấu, tài khoản, biểu tượng và cơ quan ngôn luận theo quy định của pháp luật Việt Nam.
Chỉ có Đại hội đại biểu toàn quốc của Hội Người cao tuổi Việt Nam có quyền sửa đổi, bổ sung Điều lệ Hội.
Việc sửa đổi, bổ sung Điều lệ Hội phải được trên một nữa số đại biểu có mặt tại Đại hội biểu quyết tán thành và phải được cơ quan nhà nước có thẩm quyền phê duyệt mới có hiệu lực thi hành.
Điều lệ Hội Người cao tuổi Việt Nam gồm 8 Chương, 34 Điều, đã được Đại hội đại biểu toàn quốc lần thứ V Hội Người cao tuổi Việt Nam thông qua ngày 08 tháng 11 năm 2016 tại Hà Nội và có hiệu lực thi hành theo quyết định phê duyệt của Bộ trưởng Bộ Nội vụ.
Căn cứ các quy định của pháp luật về hội và Điều lệ Hội, Ban Thường vụ Hội Người cao tuổi Việt Nam chỉ có Đại hội đại biểu toàn quốc của Hội Người cao tuổi Việt Nam có quyền sửa đổi, bổ sung Điều lệ Hội.

## Điều kiện tham gia
Công dân Việt Nam từ đủ 60 tuổi trở lên, đồng ý Điều lệ Hội, tự nguyện gia nhập Hội, được chi hội hoặc Ban Chấp hành Hội Người cao tuổi cơ sở đồng ý thì được công nhận là hội viên, được cấp thẻ hội viên. Trường hợp công dân Việt Nam từ 55 tuổi đến dưới 60 tuổi, tự nguyện và tích cực tham gia Hội hoặc được cử làm công tác Hội, được xem xét công nhận là hội viên.

#### Quyền lợi
- Được Hội hướng dẫn, tạo điều kiện để hưởng mọi quyền lợi theo quy định của Luật Người cao tuổi và các văn bản quy phạm pháp luật khác về chế độ, chính sách đối với người cao tuổi.
- Thực hiện quyền dân chủ, bình đẳng trong sinh hoạt, hoạt động xây dựng Hội, trong việc phê bình, chất vấn, giám sát các cơ quan lãnh đạo hoặc cá nhân lãnh đạo của Hội về những vấn đề liên quan đến người cao tuổi và Hội Người cao tuổi.
- Thảo luận và biểu quyết các chủ trương công tác của Hội, ứng cử, đề cử và bầu cử các cơ quan lãnh đạo của Hội theo quy định của Điều lệ Hội.
- Được Hội tạo điều kiện để chăm sóc và phát huy khả năng của mình, được bảo vệ khi quyền và lợi ích hợp pháp bị xâm phạm; được giúp đỡ khi gặp khó khăn, hoạn nạn; được thăm hỏi khi ốm đau; được chúc thọ, mừng thọ khi đến tuổi quy định; được phúng viếng, tiễn đưa khi qua đời.

#### Khen thưởng
Tổ chức, hội viên, cán bộ Hội có thành tích được Hội biểu dương, khen thưởng, tặng giấy khen, bằng khen, cờ thi đua, kỷ niệm chương và các danh hiệu thi đua khác của Hội theo quy định của Điều lệ Hội và quy định của pháp luật. Trường hợp có thành tích xuất sắc được đề nghị chính quyền, Mặt trận Tổ quốc Việt Nam khen thưởng theo quy định của pháp luật.
Ban Thường vụ quy định cụ thể về khen thưởng của Hội phù hợp với Điều lệ Hội và quy định của pháp luật.

#### Xử lý vi phạm
Tổ chức, hội viên, người làm việc tại Hội có hành vi trái với Điều lệ Hội và các nghị quyết của Hội, làm tổn hại đến danh dự, uy tín của Hội và của lớp người cao tuổi thì tùy theo tính chất, mức độ vi phạm mà góp ý, phê bình, với cá nhân khi cần thiết xóa tên trong tổ chức Hội.

## Tổ chức
Hội Người cao tuổi Việt Nam gồm cá tổ chức:
- Đại hội đại biểu toàn quốc Hội người cao tuổi Việt Nam
- Ban Chấp hành Hội người cao tuổi Việt Nam
- Ban Kiểm tra Hội người cao tuổi Việt Nam
- Ban Thường vụ Hội người cao tuổi Việt Nam
- Văn phòng các ban chuyên môn và pháp nhân thuộc Hội người cao tuổi Việt Nam

Ở tỉnh, thành phố và ở quận, huyện, thị xã của Hội gồm các tổ chức:
- Ban Đại diện Hội Người cao tuổi tỉnh, huyện.
- Ban chấp hành Hội Người cao tuổi tỉnh, huyện.
- Hội Người cao tuổi xã, phường, thị trấn.
- Chi hội, tổ hội người cao tuổi thuộc Hội Người cao tuổi cơ sở tại địa bàn thôn, ấp, bản, làng, phum, sóc, tổ dân phố, khu dân cư hoặc tương đương

#### Đại hội đại biểu toàn quốc
Đại hội đại biểu toàn quốc là cơ quan lãnh đạo cao nhất của Hội, do Ban Chấp hành Hội Người cao tuổi Việt Nam bầu nhiệm kỳ 05 năm một lần.
Đại hội có nhiệm vụ:
- Thảo luận và thông qua Báo cáo tổng kết nhiệm kỳ, phương hướng, nhiệm vụ nhiệm kỳ mới của Hội,
- Thảo luận sửa đổi, bổ sung và thông qua Điều lệ  đổi tên, chia, tách, sát nhập, hợp nhất, giải thể Hội.
- Thảo luận, góp ý kiến vào Báo cáo kiểm điểm của Ban Chấp hành, Ban Kiểm tra và Báo cáo tài chính của Hội.
- Bầu Ban Chấp hành và Ban Kiểm tra.
- Thảo luận và quyết định những vấn đề quan trọng khác của Hội.
- Thông qua nghị quyết Đại hội.

#### Ban Chấp hành Hội
Ban Chấp hành Hội Người cao tuổi Việt Nam do Đại hội hiệp thương dân chủ bầu ra. Số lượng Ủy viên Ban Chấp hành do Đại hội quyết định.
Ban Chấp hành Hội Người cao tuổi Việt Nam có nhiệm vụ:
- Tổ chức thực hiện Nghị quyết Đại hội, điều lệ Hội, các chủ trương công tác quan trọng của Hội
- Chỉ đạo phong trào thi đua yêu nước “Tuổi cao - gương sáng”, hiến kế, hiến công vì quê hương đất nước.
- Bầu Ban Thường vụ với số lượng ủy viên do Ban Chấp hành quyết định, bầu Chủ tịch, các Phó Chủ tịch trong số ủy viên Ban Thường vụ, bầu bổ sung ủy viên Ban Chấp hành khi có yêu cầu.
- Ban Chấp hành họp thường kỳ 1 năm 1 lần, họp bất thường khi cần.

#### Ban Thường vụ Hội
Ban Thường vụ gồm Chủ tịch, các Phó Chủ tịch và một số ủy viên thay mặt Ban Chấp hành lãnh đạo giữa hai kỳ họp.
Ban Thường vụ Hội có nhiệm vụ:
- Chỉ đạo thực hiện các nghị quyết của Đại hội, của Ban Chấp hành;
- Quyết định thành lập các tổ chức, đơn vị thuộc Hội theo nghị quyết của Ban Chấp hành và quy định của pháp luật, quy định chức năng, nhiệm vụ, quyền hạn cơ cấu tổ chức, quyết định bổ nhiệm, miễn nhiệm lãnh đạo Văn phòng, các ban chuyên môn và tổ chức thuộc Hội.
- Chuẩn bị và triệu tập các hội nghị của Ban Chấp hành;
- Ban Thường vụ họp thường kỳ 3  tháng 1 lần và họp bất thường khi cần.

#### Văn phòng Hội
Văn phòng Hội là bộ phận giúp việc, triển khai thực hiện các hoạt động của Hội theo quy định của Điều lệ Hội và quy định của pháp luật. Chánh Văn phòng giúp việc lãnh đạo Hội trong điều hành và quản lý hoạt động hàng ngày của Văn phòng Hội. Các nhân viên của Văn phòng Hội được tuyển dụng và làm việc theo hợp đồng lao động.

#### Ban Kiểm tra Hội
Ban Kiểm tra gồm Trưởng ban, Phó Trưởng ban và một số ủy viên do Đại hội bầu trong số các hội viên chính thức của Hội. Số lượng, cơ cấu, tiêu chuẩn Ban Kiểm tra do Đại hội quyết định. Nhiệm kỳ Ban Kiểm tra cùng với nhiệm kỳ Đại hội.
Ban Kiểm tra làm việc theo chế độ tập thể, hoạt động theo quy chế do Ban Chấp hành ban hành, tuân thủ quy định của pháp luật và Điều lệ Hội. Trong quá trình hoạt động Ban Kiểm tra chịu sự lãnh đạo của Ban Chấp hành

#### Ban Đại diện Hội Người cao tuổi tỉnh
Ban Đại diện Hội Người cao tuổi tỉnh, huyện do Chủ tịch Ủy ban nhân dân cấp tỉnh quyết định thành lập. Ban Đại diện Hội Người cao tuổi tỉnh, huyện có thể là thành viên của Mặt trận Tổ quốc Việt Nam cùng cấp, có cán bộ chuyên trách; có con dấu, trụ sở, được Nhà nước hỗ trợ kinh phí, có tài khoản riêng.

#### Tổ chức có tư cách pháp nhân
Căn cứ nghị quyết của Ban Chấp hành và quy định của pháp luật, Ban Thường vụ Hội xem xét, quyết định việc thành lập tổ chức có tư cách pháp nhân thuộc Hội để thực hiện các nhiệm vụ của Hội. Hồ sơ, điều kiện, trình tự, thủ tục thành lập các tổ chức có tư cách pháp nhân thuộc Hội được thực hiện theo quy định của pháp luật và Điều lệ này.
Việc giải thể, sát nhập, chia, tách, quản lý và hoạt động, bổ nhiệm, miễn nhiệm, khen thưởng, kỷ luật các chức danh cấp trưởng, cấp phó của tổ chức có tư cách pháp nhân thuộc Hội thực hiện theo quy định của pháp luật, Điều lệ Hội và quy chế của Hội.

#### Mời đại diện một số tổ chức, đoàn thể, hội quần chúng tham gia Ban Chấp hành
Một số tổ chức, đoàn thể, Hội quần chúng có liên quan đến hoạt động của Hội hoặc có nhiều người cao tuổi hoạt động về các lĩnh vực kinh tế, chính trị, xã hội, văn hóa, khoa học, công nghệ, văn học, nghệ thuật, doanh nghiệp và các lĩnh vực khác, được Hội thỏa thuận mời đại diện tham gia cơ cấu bầu vào Ban Chấp hành.

#### Hội Người cao tuổi cơ sở
Hội Người cao tuổi cơ sở là nền tảng của Hội. Hội cơ sở có con dấu, tài khoản, trụ sở, được hỗ trợ kinh phí hoạt động theo quy định của pháp luật.
Đại hội toàn thể hội viên là cơ quan lãnh đạo của Hội cơ sở, do Ban Chấp hành Hội cơ sở bầu 5 năm 1 lần. Đại hội có nhiệm vụ:
- Thảo luận và thông qua báo cáo nhiệm kỳ của Ban Chấp hành, quyết định phương hướng, nhiệm vụ nhiệm kỳ tới.
- Thảo luận các vấn quan trọng yêu cầu.
- Thông qua báo cáo tài chính.
- Bầu Ban Chấp hành, Ban Kiểm tra Hội cấp cơ sở.
- Hiệp thương cử đại biểu đi dự Đại hội Hội Người cao tuổi huyện.[3]

## Các kỳ Đại hội Đại biểu toàn quốc

#### Nhiệm kì Đại hội I (từ ngày 10/5/1995 - 12/7/2001)
Đại hội thành lập Hội Người cao tuổi Việt Nam lần I được tổ chức từ ngày 09 đến ngày 10 tháng 5 năm 1995 tại thủ đô Hà Nội, với 215 đại biểu. Tổng Bí thư Đỗ Mười đã gửi thư chúc mừng Đại hội thành lập Hội. Các đại biểu đến dự gồm: Vũ Oanh-Chủ tịch Hội đồng Công tác quần chúng Trung ương, Nguyễn Khánh-Phó Thủ tướng Chính phủ, Lê Quang Đạo-Chủ tịch Đoàn Chủ tịch Ủy ban Trung ương Mặt trận Tổ quốc Việt Nam đã đến dự và phát biểu ý kiến tại Đại hội. Đại hội đã thông qua “Điều lệ Hội”,“Chương trình hành động toàn khoá”, “Thư gửi Người cao tuổi Việt Nam”, quyết định lấy ngày 10 tháng 5 năm 1995 là Ngày thành lập Hội Người cao tuổi Việt Nam, bầu Ban chấp hành Trung ương Hội gồm 73 người.
Hội nghị Ban chấp hành Trung ương Hội lần thứ nhất bầu Ban thường vụ Trung ương Hội gồm 20 người, bầu Giáo sư, bác sĩ, Nhà giáo Nhân dân Phạm Khuê làm Chủ tịch Hội Người cao tuổi Việt Nam và 4 Phó Chủ tịch Hội là: Trịnh Văn Lễ, Ung Ngọc Ky, Tôn Thất Hanh, Nguyễn Phước Đại.

#### Nhiệm kì Đại hội II (từ ngày 12/7/2001 – 30/12/2006)
Đại hội toàn quốc lần thứ II của Hội Người cao tuổi Việt Nam được tổ chức từ ngày 10 đến ngày 12 tháng 7 năm 2001 tại Hà Nội. Tới dự có 332 đại biểu thay mặt 6 triệu hội viên Hội Người cao tuổi trên cả nước và 65 khách mời đến dự Đại hội. Ông Đỗ Mười - nguyên Tổng Bí thư Ban chấp hành Trung ương Đảng Cộng sản Việt Nam đến dự, Chủ tịch nước Cộng hoà xã hội chủ nghĩa Việt Nam Trần Đức Lương gửi lẵng hoa chúc mừng Đại hội. Ông Trương Quang Được - Uỷ viên Bộ Chính trị, thay mặt Ban chấp hành Trung ương Đảng Cộng sản Việt Nam đến dự và có bài phát biểu quan trọng chỉ đạo Đại hội và trao tặng Hội Người cao tuổi Việt Nam Bức trướng của Ban chấp hành Trung ương Đảng với 18 chữ vàng: “Tuổi cao chí càng cao, nêu gương sáng vì sự nghiệp xây dựng và bảo vệ Tổ quốc”.
Đại hội thảo luận và thông qua “Báo cáo chính trị của Ban chấp hành Trung ương Hội về tình hình, kết quả thực hiện Chương trình hành động nhiệm kì, thông qua Biểu trưng của Hội là hình tượng “cây đa Tân Trào, có Quốc kì Việt Nam và dòng chữ Hội Người cao tuổi Việt Nam”, thông qua Điều lệ Hội bổ sung, sửa đổi, bầu Ban chấp hành Trung ương Hội, gồm 85 người.
Hội nghị Ban chấp hành Trung ương Hội lần thứ nhất đã bầu Ban thường vụ Trung ương Hội gồm 17 uỷ viên, bầu ông Vũ Oanh làm Chủ tịch Hội và 5 Phó Chủ tịch Hội gồm: Đỗ Trọng Ngoạn Nguyễn Văn Hiệu, Nguyễn Thị Thân, Đinh Văn Tư, Phùng Thanh Sơn.

#### Nhiệm kì Đại hội III (từ 30/12/2006 - 11/11/2011)
Thực hiện sự chỉ đạo của Ban Bí thư Trung ương Đảng Cộng sản Việt Nam, Ban chấp hành Trung ương Hội triệu tập Đại hội toàn quốc lần thứ III Hội Người cao tuổi Việt Nam từ ngày 28-30/12/2006 tại Hà Nội. Với gần 500 đại biểu Người cao tuổi được lựa chọn từ Hội Người cao tuổi các tỉnh, thành phố và các cơ quan, đơn vị thuộc Trung ương Hội, ông Nguyễn Minh Triết, Chủ tịch nước Cộng hoà xã hội chủ nghĩa Việt Nam, Đỗ Mười, Lê Khả Phiêu nguyên Tổng Bí thư Đảng Cộng sản Việt Nam, Phạm Thế Duyệt Chủ tịch Ủy ban Mặt trận Tổ quốc Việt Nam tới dự Đại hội. Ông Nguyễn Minh Triết, thay mặt Đảng, Nhà nước phát biểu ý kiến chỉ đạo Đại hội. Đại hội thông qua Điều lệ sửa đổi và bầu Ban chấp hành Trung ương Hội gồm 121 người. Ban chấp hành Trung ương Hội, họp lần thứ nhất bầu Ban thường vụ Trung ương Hội gồm 18 người. Ông Nguyễn Tấn Trịnh được bầu làm Chủ tịch Hội. Đại hội đã bầu 4 Phó Chủ tịch Hội gồm: Đinh Văn Tư, Cao Sĩ Kiêm, Đỗ Nguyễn Phương, Phạm Thị Sơn; bầu Ban Kiểm tra gồm 5 Uỷ viên; thông qua Quy chế làm việc, Chương trình hành động toàn khoá của Ban chấp hành Trung ương Hội.

#### Nhiệm kì Đại hội IV (từ 11/11/2011- 09/11/2016)
Đại hội Đại biểu toàn quốc Hội Người cao tuổi Việt Nam được tiến hành trong 2 ngày 10 đến ngày 11 tháng 11 năn 2011, tại Thủ đô Hà Nội. Về dự Đại hội có 345 đại biểu đại diện cho 7,4 triệu hội viên và trên 8,6 triệu Người cao tuổi cả nước. Bà Hà Thị Khiết, Bí thư Trung ương Đảng, Trưởng ban Dân vận Trung ương, ông Nguyễn Thiện Nhân, Phó Thủ tướng Chính Phủ, Chủ tịch Ủy ban quốc gia về Người cao tuổi Việt Nam, ông Huỳnh Đảm, Chủ tịch Uỷ ban Trung ương Mặt trận Tổ quốc Việt Nam phát biểu với Đại Hội. Đại hội thông qua báo cáo “Tổng kết công tác nhiệm kì III, phương hướng, nhiệm vụ công tác Hội nhiệm kì IV 
Thông qua Điều lệ Hội Người cao tuổi Việt Nam, Bầu Ban chấp hành Trung ương Hội gồm 103 uỷ viên, Bầu Ban Kiểm tra Trung ương Hội với 5 uỷ viên. Giao cho Ban chấl hành Trung ương Hội xây dựng chương trình hành động cụ thể cho từng thời kì để tổ chức thực hiện thắng lợi Nghị quyết Đại hội IV.
Sau Đại hội, Ban chấp hành Trung ương Hội đã họp bầu ban thường vụ  Trung ương Hội gồm 14 người, thông qua quy chế làm việc và chương trình hành động toàn khoá của Ban chấp hành Trung ương Hội. Họp Ban thường vụ Trung ương Hội lần thứ nhất phân công nhiệm vụ, bầu bà Cù Thị Hậu giữ chức Chủ tịch Hội Người cao tuổi Việt Nam – Phó Chủ tịch Uỷ ban Quốc gia về NCT Việt Nam và 3 Phó Chủ tịch: Đàm Hữu Đắc, Đinh Văn Tư, Phạm Thị Sơn.

#### Nhiệm kỳ Đại hội V (từ 9/11/2016-14/1/2022)
Tới dự Đại hội có nguyên Tổng Bí thư Nông Đức Mạnh  Ủy viên Bộ Chính trị, Bí thư Trung ương Đảng, Trưởng ban Dân vận Trung ương Trương Thị Mai - Ủy viên Bộ Chính trị, Bí thư Thành ủy Hà Nội Hoàng Trung Hải - Ủy viên Trung ương Đảng, Phó Thủ tướng Chính phủ, Chủ tịch Ủy ban Quốc gia về người cao tuổi Việt Nam Vũ Đức Đam cùng các đồng chí lãnh đạo các ban, bộ, ngành Trung ương và lãnh đạo một số tỉnh, thành phố.
Tham dự Đại hội có 336 đại biểu chính thức, đại diện cho hơn 8,6 triệu hội viên Hội người cao tuổi trong cả nước.
Đại hội đã thông qua điều lệ, phương hướng và bầu ban chấp hành với Chủ tịch hội là bà Phạm Thị Hải Chuyền và 4 phó chủ tịch gồm: Đàm Hữu Đắc, Phạm Thị Sơn, Nguyễn Hòa Bình, Ngô Trọng Vịnh.

#### Nhiệm kỳ Đại hội V (từ 14/1/2022-nay)
Sáng 14-1-2022, tại Hà Nội, Phó Chủ tịch Thường trực Quốc hội Trần Thanh Mẫn tới dự và phát biểu chỉ đạo tại Đại hội VI nhiệm kỳ 2021-2026 của Hội Người cao tuổi Việt Nam.
Tổng Bí thư Nguyễn Phú Trọng, Chủ tịch nước Nguyễn Xuân Phúc, Thủ tướng Chính phủ Phạm Minh Chính, Chủ tịch Quốc hội Vương Đình Huệ gửi lẵng hoa chúc mừng đại hội.
Tham dự Đại hội VI nhiệm kỳ 2021-2026 của Hội Người cao tuổi Việt Nam có Phó Chủ tịch nước Võ Thị Ánh Xuân; nguyên Phó Chủ tịch nước Nguyễn Thị Doan, Chủ tịch Hội Khuyến học Việt Nam; lãnh đạo các ban, bộ, ngành, đoàn thể và 333 đại biểu đại diện cho hơn 9,7 triệu hội viên người cao tuổi trên cả nước.
Đại hội bầu Ban Chấp hành 93 Ủy viên, Ban Kiểm tra 5 Ủy viên. Hội nghị lần thứ Nhất Ban Chấp hành bầu Ban Thường vụ 14 Ủy viên. Ông Nguyễn Thanh Bình, nguyên Ủy viên Trung ương Đảng, nguyên Phó Trưởng ban Thường trực Ban Tổ chức Trung ương được bầu giữ chức Chủ tịch Hội NCT Việt Nam khóa VI; và các Phó Chủ tịch: Trương Xuân Cừ, Phan Văn Hùng, Nguyễn Thành Lập...

## Lãnh đạo

### Lãnh đạo hiện tại
Chủ tịch Hội: Nguyễn Thanh Bình
Phó Chủ tịch Hội:
- Trương Xuân Cừ
- Phan Văn Hùng
- Nguyễn Thành Lập

### Lãnh đạo qua các thời kì
| Năm                              | Chủ tịch                     | Nhiệm kỳ                | Nhiệm kỳ                | Thời gian tại nhiệm | Phó chủ tịch                                                               | Ghi chú |
| Năm                              | Chủ tịch                     | Bắt đầu                 | Kết thúc                | Thời gian tại nhiệm | Phó chủ tịch                                                               | Ghi chú |
| -------------------------------- | ---------------------------- | ----------------------- | ----------------------- | ------------------- | -------------------------------------------------------------------------- | ------- |
| Nhiệm kỳ Đại hội I (1995-2001)   | Phạm Khuê (1925-2003)        | (10/5/1995-12/7/2001)   | (10/5/1995-12/7/2001)   | 6 năm, 63 ngày      | Trịnh Văn Lễ Ung Ngọc Ky Tôn Thất Hanh Nguyễn Phước Đại                    |         |
| Nhiệm kỳ Đại hội II (2001-2006)  | Vũ Oanh (1924-2022)          | (12/7/2001-30/12/2006)  | (12/7/2001-30/12/2006)  | 5 năm, 171 ngày     | Đỗ Trọng Ngoạn Nguyễn Văn Hiệu Nguyễn Thị Thân Đinh Văn Tư Phùng Thanh Sơn | [ a ]   |
| Nhiệm kỳ Đại hội III (2006-2011) | Nguyễn Tấn Trịnh (1936-2016) | (30/12/2006-11/11/2011) | (30/12/2006-11/11/2011) | 4 năm, 316 ngày     | Đinh Văn Tư Cao Sĩ Kiêm Đỗ Nguyễn Phương Phạm Thị Sơn Cù Thị Hậu           | [ b ]   |
| Nhiệm kỳ Đại hội IV (2011-2016)  | Cù Thị Hậu (1944)            | (11/11/2011-9/11/2016)  | (11/11/2011-9/11/2016)  | 4 năm, 364 ngày     | Đàm Hữu Đắc Đinh Văn Tư Phạm Thị Sơn                                       | [ c ]   |
| Nhiệm kỳ Đại hội V (2016-2021)   | Phạm Thị Hải Chuyền (1952)   | (9/11/2016-14/1/2022)   | (9/11/2016-14/1/2022)   | 5 năm, 66 ngày      | Đàm Hữu Đắc Phạm Thị Sơn Nguyễn Hòa Bình Ngô Trọng Vịnh                    | [ d ]   |
| Nhiệm kỳ Đại hội VI (2021-2026)  | Nguyễn Thanh Bình (1957)     | (14/1/2022-nay)         | (14/1/2022-nay)         | 3 năm, 69 ngày      | Trương Xuân Cừ Phan Văn Hùng, Nguyễn Thành Lập.                            | [ e ]   |

Ghi chú:
1. ↑  Ủy viên Bộ Chính trị khóa VII (27/6/1991-1/7/1996)
2. ↑  Nguyên Phó Trưởng ban Kinh tế Trung ương (6/11/1996-30/12/2006)
3. ↑  Nguyên Phó Chủ tịch Hội Người cao tuổi Việt Nam (30/12/2006-11/11/2011)
4. ↑  Nguyên Bộ trưởng Bộ Lao động – Thương binh và Xã hội (3/8/2011-8/4/2016)
5. ↑  Nguyên Phó Trưởng ban Thường trực Ban Tổ chức Trung ương (1/2/2015-31/5/2021)

## Khen thưởng
Ngày 10 tháng  7 năm 2001, Ban Chấp hành Trung ương Đảng tặng Hội Người cao tuổi Việt Nam bức trướng thêu 18 chữ vàng “Tuổi cao chí càng cao, nêu gương sáng vì sự nghiệp xây dựng và bảo vệ Tổ quốc”.
Ngày 02 tháng 6 năm 2010, Đảng, Nhà nước tặng Huân chương Sao vàng cho hội Người cao tuổi Việt Nam.
Ngày 5 tháng 5 năm 2015, Đảng, Nhà nước tặng Hội Người cao tuổi Huân chương Độc Lập hạng nhất.